# Paul Sporrenberg
Paul Georg Sporrenberg (ur. 27 marca 1896, zm. 7 grudnia 1961) – zbrodniarz nazistowski, SS-Hauptsturmführer, ostatni komendant niemieckiego nazistowskiego obozu koncentracyjnego Hinzert.
Paul Georg Sporrenberg był członkiem SS o numerze identyfikacyjnym 180233. Od 23 kwietnia 1942 był trzecim z kolei i ostatnim komendantem obozu w Hinzert. 21 listopada 1944 Hinzert stał się podobozem Buchenwaldu, a Sporrenberg pozostał na swoim stanowisku do początków marca 1945. Uznawany jest za najbardziej okrutnego i brutalnego komendanta obozu. Odpowiedzialny jest między innymi za egzekucję 20 obywateli Luksemburga, którzy zostali rozstrzelani na terenie Hinzert w dniach 2-5 września 1942 za udział w strajku. 25 lutego 1944 rozkazał on natomiast zamordować 25 bojowników luksemburskiego ruchu oporu, a kolejnych 23 stracono później w ramach odwetu za działalność podziemia w tym kraju. Sporrenberg odpowiedzialny był również za inne akty indywidualnego terroru wobec więźniów. 
W 1959 został aresztowany przez władze zachodnioniemieckie. Zmarł jednak w 1961 przed rozpoczęciem procesu, który miał toczyć się przed sądem w Trewirze.
Brat Jakoba Sporrenberga – także zbrodniarza wojennego.